# Uromedina eumorphophaga
Uromedina eumorphophaga là một loài ruồi trong họ Tachinidae.